# Charles K.L. Davis
Charles Keonaonalaulani Llewellyn Davis, cunoscut ca Charles K.L. Davis, (n. 17 septembrie 1925, Territory of Hawaii⁠(d), SUA – d. 31 octombrie 1991, Hawaii, SUA) a fost un cântăreț american de muzică de operă.